# デイヴィッド・ウィルキー (画家)
デイヴィッド・ウィルキー（David Wilkie RA、1785年11月18日 - 1841年6月1日）は、スコットランド生まれの画家である。ジョージ4世の宮廷画家を務めた。

## 略歴
スコットランド、ファイフの村、Pitlessieに生まれた。14歳の1799年からエディンバラ王立美術アカデミーで学び、6年後にロンドンの、ロイヤル・アカデミー・オブ・アーツに移った。翌年にはアカデミーの展覧会に風俗画の"The Village Politicians" と"The Blind Fiddler"を出展し、"The Blind Fiddler"はナショナル・ギャラリーに買い上げられた。
1811年に、ロイヤル・アカデミー・オブ・アーツの会員に選ばれ、1823年にジョージ4世によって宮廷画家に任じられた。
1825年から1828年の間は療養をかねて、スペインに滞在し、その経験をもとに半島戦争の場面を描いた作品を描いた。イギリスで風俗画を描いて人気となったウィリアム・ホガース(1697-1764)やオランダの風俗画のスタイルを継いでいたが、スペインから戻った後はディエゴ・ベラスケスのような巨匠の影響が感じられる作品を描いた。1830年に主席王室画家に任じられ、王室の人々の肖像画や歴史画も描いた。
1840年に中東を旅するが、1841年に帰国する船中で没した。

## 作品

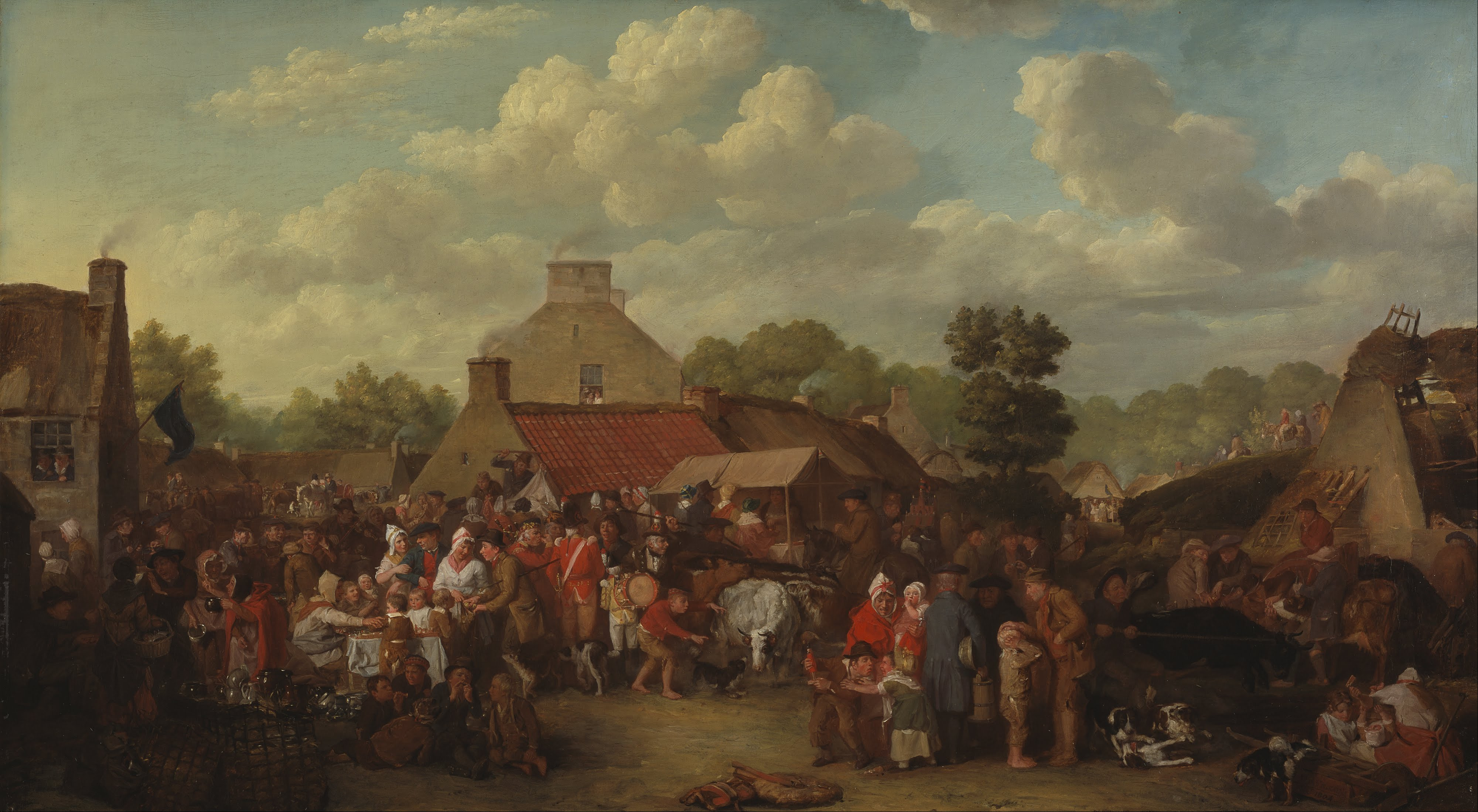
ピトレシーの市(Pitlessie Fair) (1804)
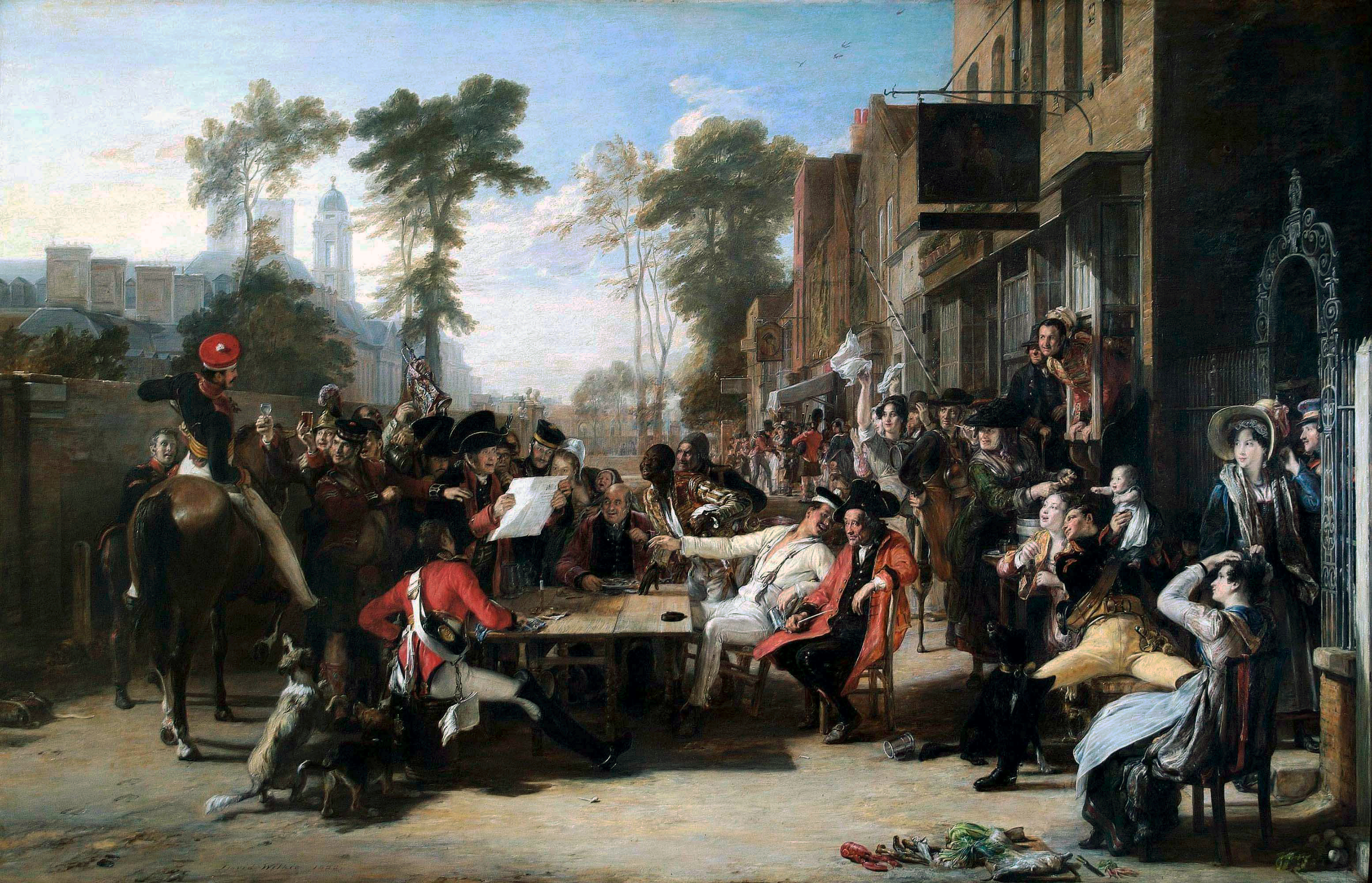
ワーテルローの戦勝報を読む退役軍人たち。(1822)
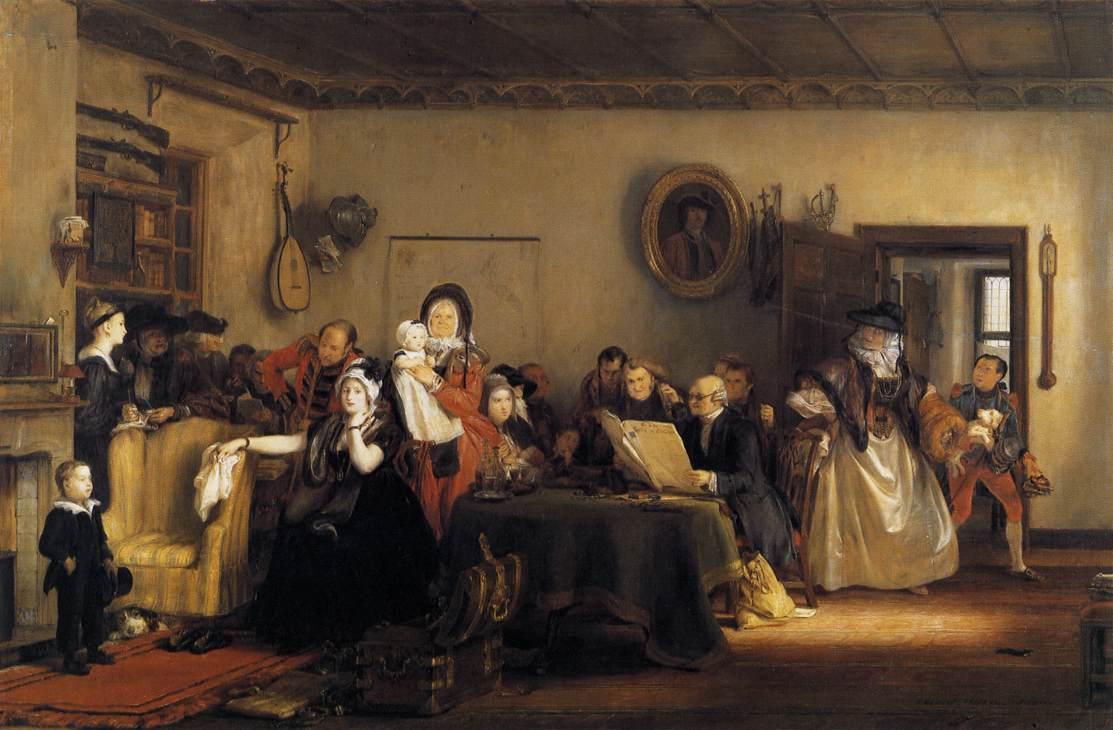
遺言書の朗読 (1820)

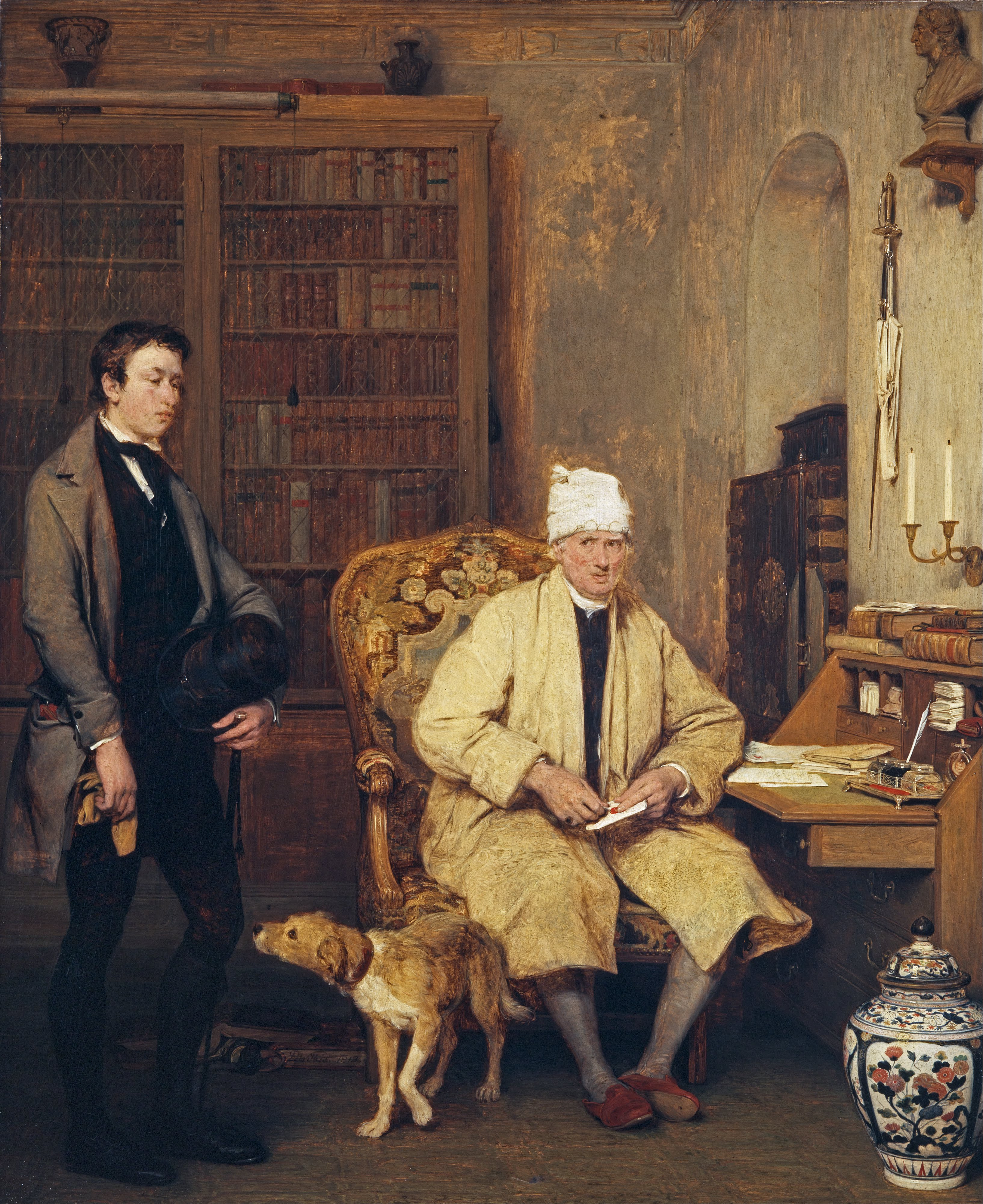
Letter of Introduction (1813)
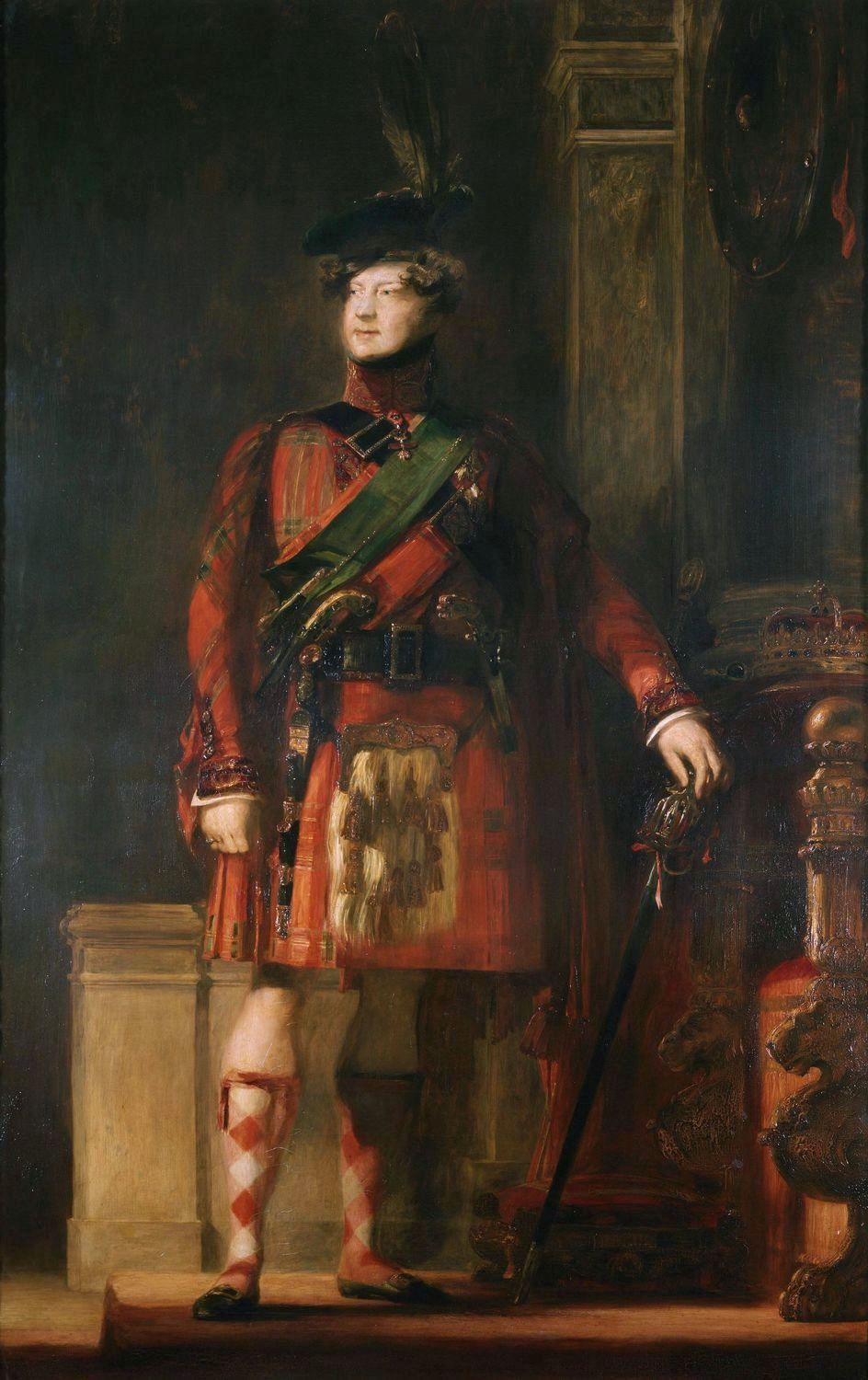
スコットランドの衣装を着たジョージ4世
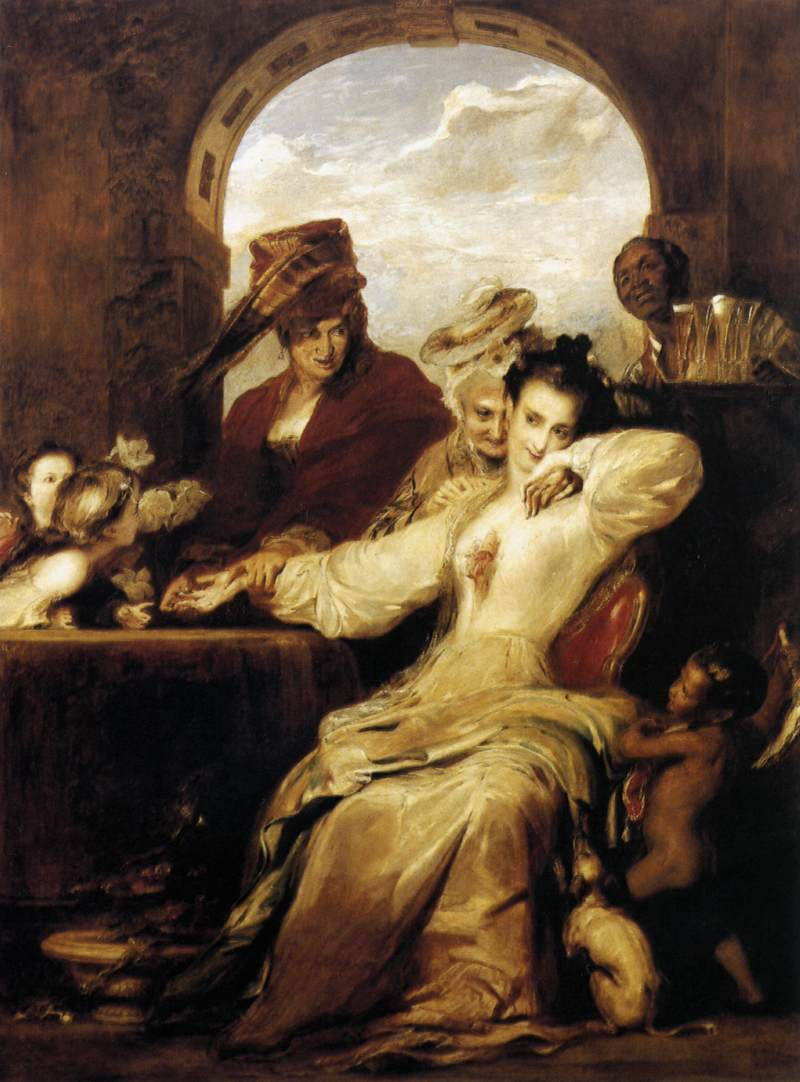
Josephine and the Fortune-Teller (1837)
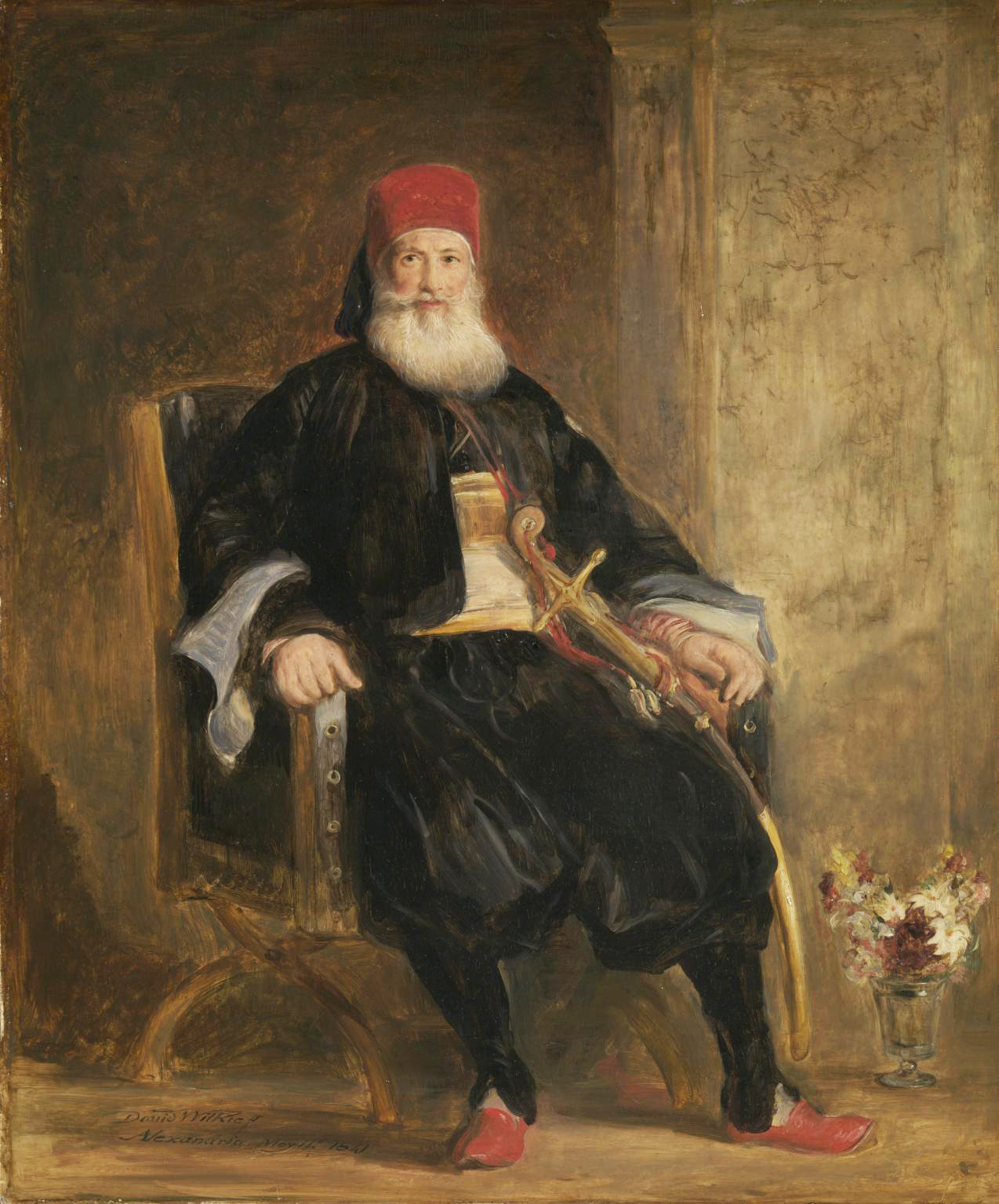
ムハンマド・アリー -エジプト総督

## 関連図書
- Dobson, Henry Austin [英語版] (1900). “Wilkie, David” . In Lee, Sidney (ed.). Dictionary of National Biography (英語). Vol. 61. London: Smith, Elder & Co. pp. 253–258.

| 宮廷職                          | 宮廷職                       | 宮廷職                        |
| ------------------------------- | ---------------------------- | ----------------------------- |
| 先代 サー・トーマス・ローレンス | 主席宮廷画家 1830年 – 1841年 | 次代 サー・ジョージ・ヘイター |